# Sorocza Nóżka
Sorocza Nóżka (białorus. Сороча Ножка) – kolonia w Polsce położona w województwie podlaskim, w powiecie hajnowskim, w gminie Hajnówka. 
W latach 1975–1998 miejscowość administracyjnie należała do województwa białostockiego. 
Od wschodu przylega do Puszczy Białowieskiej. Przysiółek wsi Nowosady.

## Religia
Prawosławni mieszkańcy wsi należą do parafii Zaśnięcia Najświętszej Maryi Panny w Dubinach, a wierni Kościoła rzymskokatolickiego do parafii św. Jana Chrzciciela w Narewce.

## Historia
Według Pierwszego Powszechnego Spisu Ludności z 1921 roku wieś liczyła 8 domów i 42 mieszkańców (19 kobiet i 23 mężczyzn). Większość mieszkańców miejscowości, w liczbie 34 osób, zadeklarowała wyznanie prawosławne, pozostali zgłosili wyznanie rzymskokatolickie (w liczbie 9 osób). Jednocześnie większość mieszkańców wsi, w liczbie 32 osób, podała narodowość białoruską, pozostali podali kolejno: narodowość polską (9 osób) i inną (1 osoba). W okresie międzywojennym wieś znajdowała się w gminie Masiewo w powiecie białowieskim.
10 czerwca 1942 Sorocza Nóżka została spacyfikowana przez hitlerowców.
Według stanu z 31 grudnia 2012 mieszkało tu 49 stałych mieszkańców.